# Cecilia Carranza
Cecilia Carranza Saroli (29 de dezembro de 1986) é uma velejadora argentina, campeã olímpica.

## Carreira

### Rio 2016
Cecilia Carranza Saroli representou seu país nos Jogos Olímpicos de Verão de 2016, na qual conquistou medalha de ouro na classe Nacra 17, ao lado de Santiago Lange, na estreia da classe em Olimpíadas.